# Enrico Glori
Enrico Glori (eigentlich Enrico Musy, * 3. August 1901 in Neapel; † 22. April 1966 in Rom) war ein italienischer Schauspieler.

## Leben
Nach einem Abschluss in Rechtswissenschaften ging Glori nach Frankreich, um als Journalist zu arbeiten und entdeckte dort seine Liebe zur Schauspielerei. In der Folge arbeitete er sowohl in Frankreich als auch in Italien; seine Kinokarriere begann 1934 mit dem Film Le rue sans nom und er spielte bis zu seinem Tod 130 Rollen, meist dunkle und brutale Figuren, auf der Leinwand und selten auch im Fernsehen. Sein ganzes Leben spielte er auch auf der Bühne.

## Filmografie (Auswahl)
- 1934: La Rue sans nom
- 1936: Beethovens große Liebe (Un grand amour de Beethoven)
- 1938: Le Schpountz
- 1940: Verlassen (Abbandono)
- 1940: Die Tochter des Korsaren (La figlia del corsaro verde)
- 1941: Die Verlobten (I promessi sposi)
- 1948: Der heilige Schwur (Monaca santa)
- 1948: Die Kartause von Parma (La Chartreuse de Parme)
- 1948: Straßen-Träumereien (Molti sogni per le strade)
- 1950: Il voto
- 1951: Die Rache des Korsaren (La vendetta del corsaro)
- 1955: Flucht in die Dolomiten
- 1955: Man darf nicht lieben…? (Le Tournant dangereux)
- 1955: Die schwarze Akte (Le Dossier noir)
- 1956: Der geheimnisvolle Ritter von Montferrat (Lo spadaccino misterioso)
- 1960: Das Geheimnis der roten Maske (Il terrore della maschera rossa)
- 1960: Der Meistergauner (Il mattatore)
- 1960: Rasputin, der Dämon von Petersburg (L'ultimo zar)
- 1960: Das süße Leben (La dolce vita)
- 1961: Barabbas (Barabbà)
- 1961: Der furchtlose Rebell (Vanina Vanini)
- 1961: Konstantin der Große (Costantino il grande)
- 1961: Maciste und die Königin der Nacht (Maciste l’uomo più forte del mondo)
- 1961: Romulus und Remus (Romolo e Remo)
- 1965: Stirb aufrecht, Gringo! (La colt è la mia legge)